# Drumont
Pour les articles homonymes, voir Drumont (homonymie).
Le Drumont  (Trumenkopf en allemand) est un sommet du massif des Vosges qui se situe à Bussang (Vosges). D'une altitude de 1 200 mètres, le sommet déboisé dispose d'une table d'orientation et offre un panorama remarquable.

## Géographie

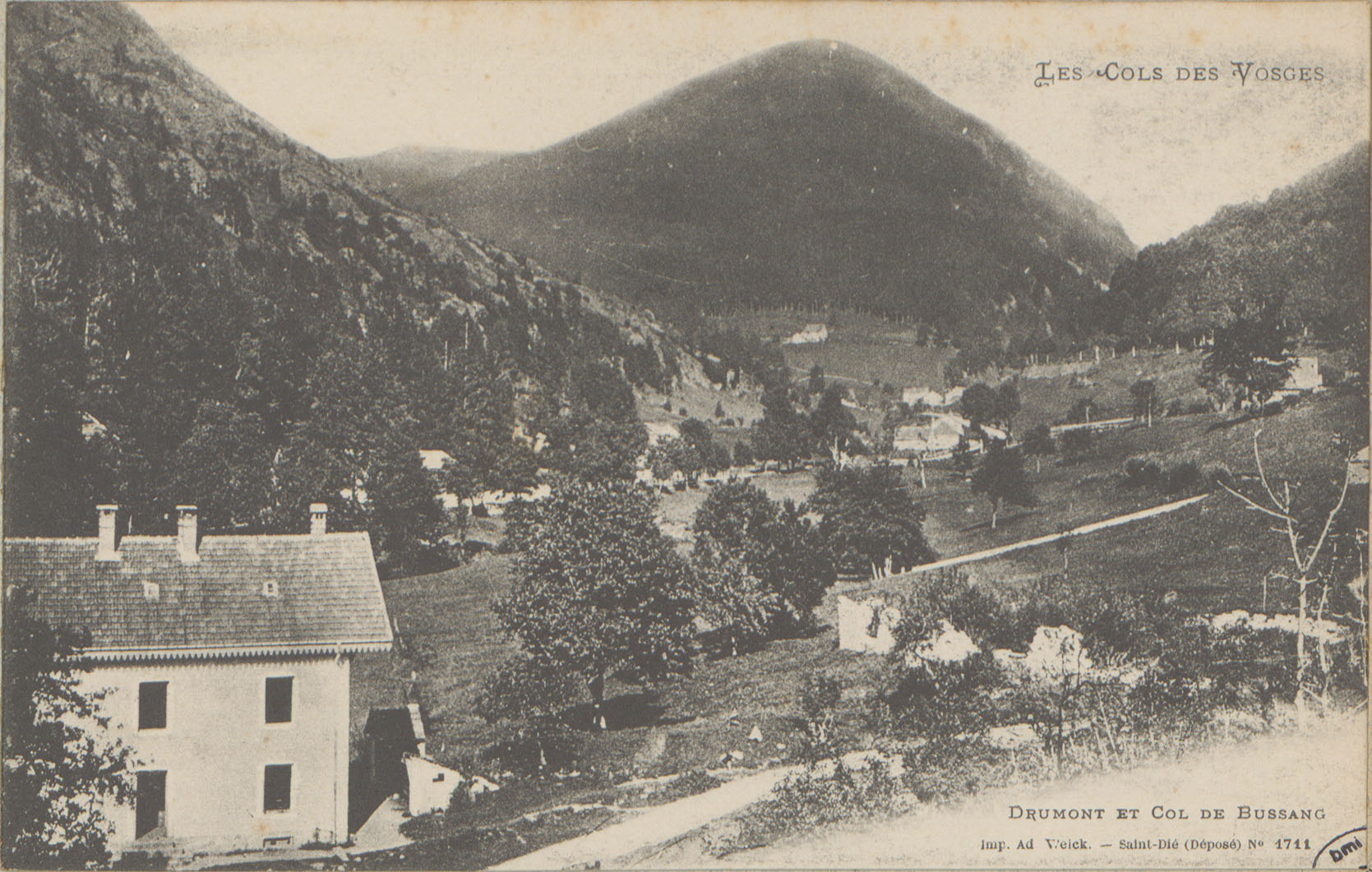
Drumont et col de Bussang (carte postale Adolphe Weick).

Il s'agit du troisième sommet de la commune de Bussang après son voisin la tête de Fellering et la tête des Neufs-Bois. C'est toutefois le plus fréquenté car le seul à posséder une chaume. Partant du col de Bussang, une route de 5 km — non déneigée en hiver — permet d'accéder au Drumont.
La table d'orientation issue du Club alpin français, datant de 1891, explique le panorama circulaire : Bussang, niché dans la vallée sur le flanc de la tête des Corbeaux, le Ballon d'Alsace, le Rossberg et le Grand Ballon ; au sud, par temps très clair, on voit les Alpes suisses. Le panorama offre une alternance de sommets boisés et de vallées urbanisées.

## Histoire

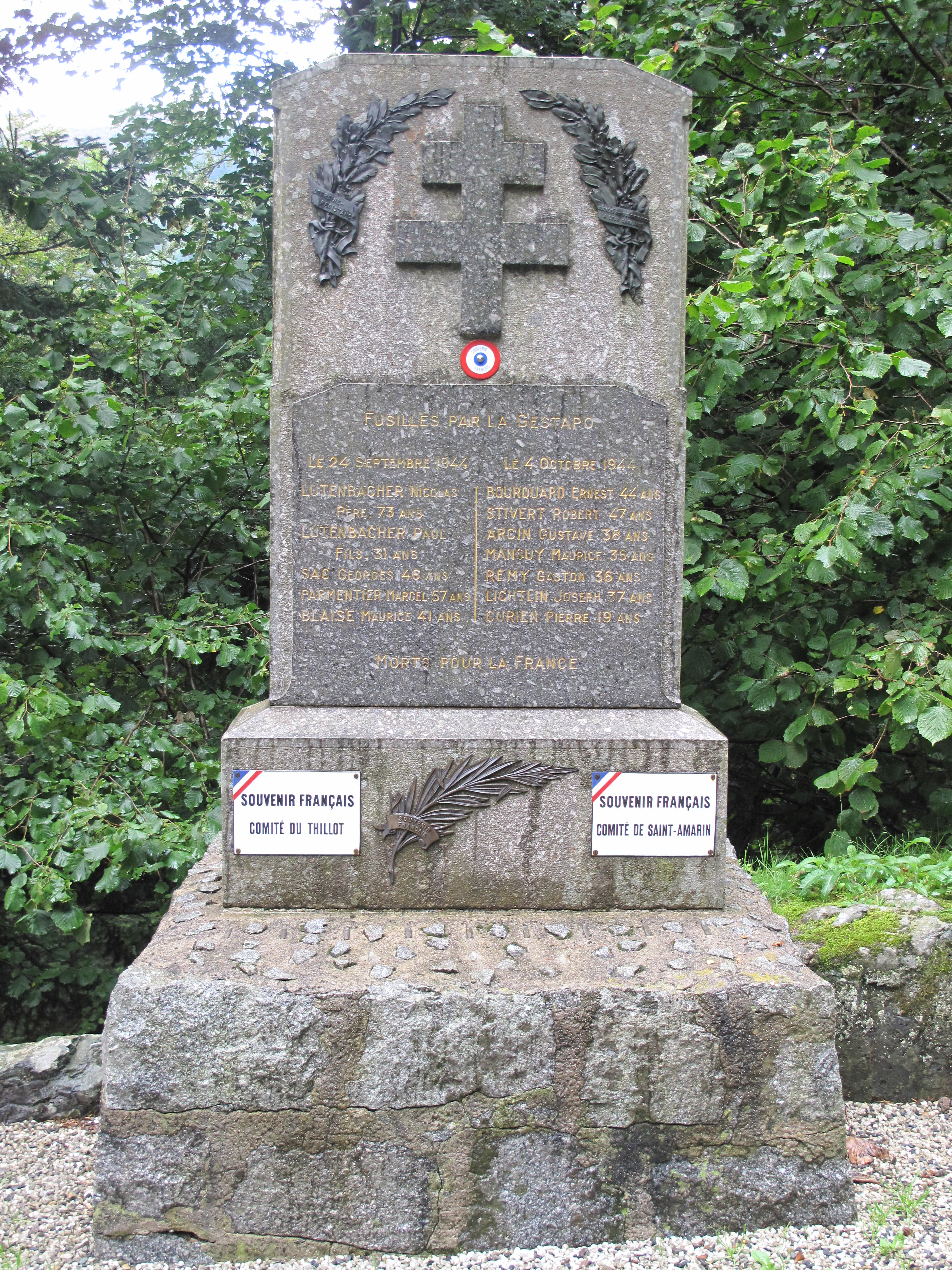
Mémorial du Steingraben en souvenir de l'exécution de résistants par la Gestapo en septembre 1944- et octobre 1944.

Durant la Seconde Guerre mondiale, le Drumont devient un haut lieu de la Résistance. Nicolas Lutenbacher, marcaire à la ferme auberge du Drumont, et ses fils officient comme passeurs et comme agents de renseignement. À plusieurs reprises, la ferme sert de lieu de rencontre entre les différents dirigeants des réseaux de résistance alsaciens et vosgiens. Le 21 septembre 1944, Nicolas Lutenbacher et les siens ainsi que d'autres résistants sont arrêtés par la Gestapo qui incendie la ferme,. Cinq d'entre eux sont exécutés le 24 septembre au Steingraben, en aval du col de Bussang, et leurs corps abandonnés dans un cours d'eau. Le 8 octobre, huit autres résistants sont fusillés au même lieu, dont l'un s'en sortira vivant.
Quatre stèles commémorent ces événements dans le secteur du Drumont.

## Activités
À son sommet, le Drumont est un site d'aéromodélistes mais aussi un site d'envol de parapentes qui permet de rallier la commune d'Urbès.
Une ferme auberge propose des repas marcaires de mi-avril au 1er novembre. Elle ferme en 2023[réf. souhaitée].

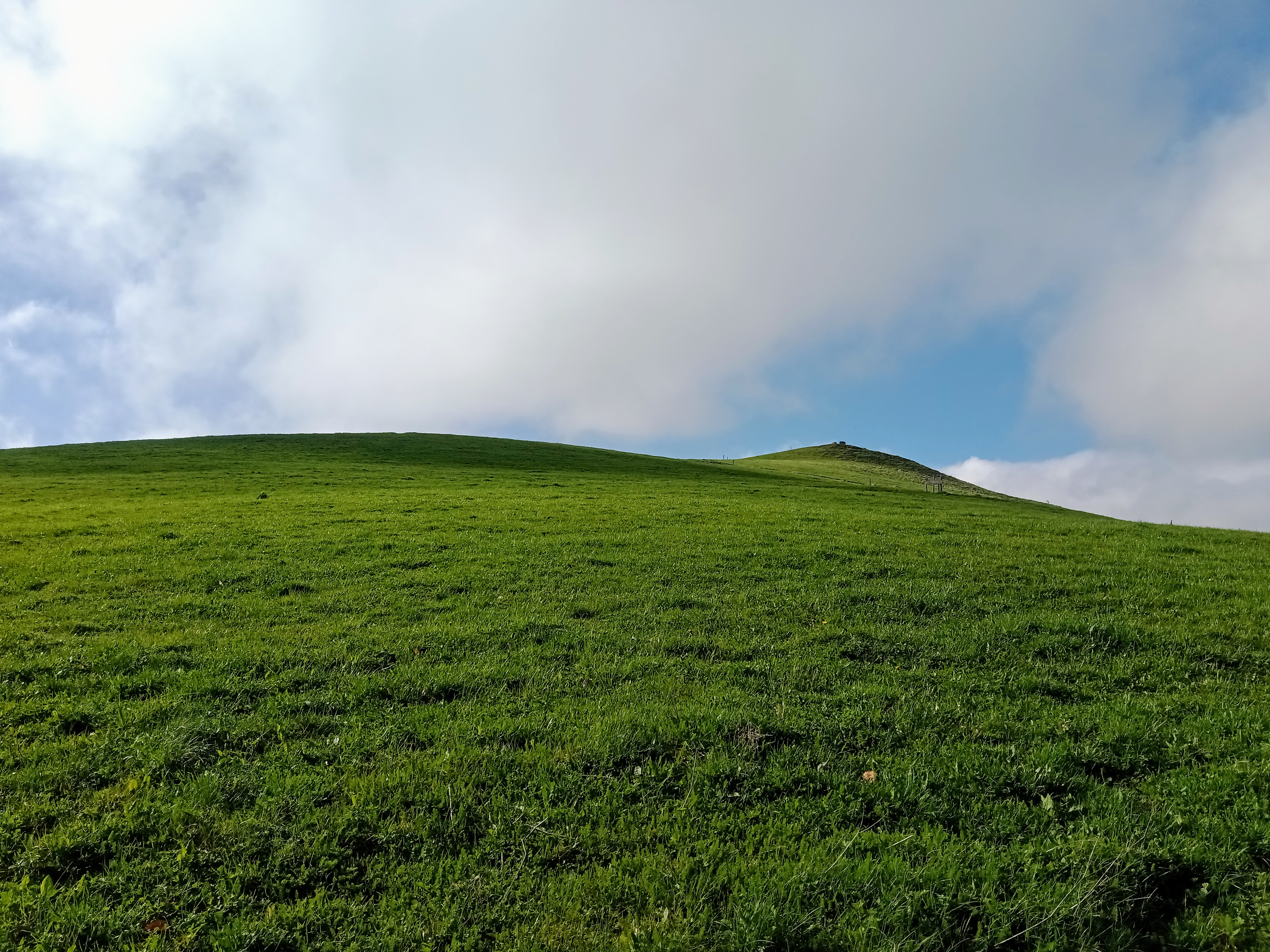
La Chaume du Drumont.
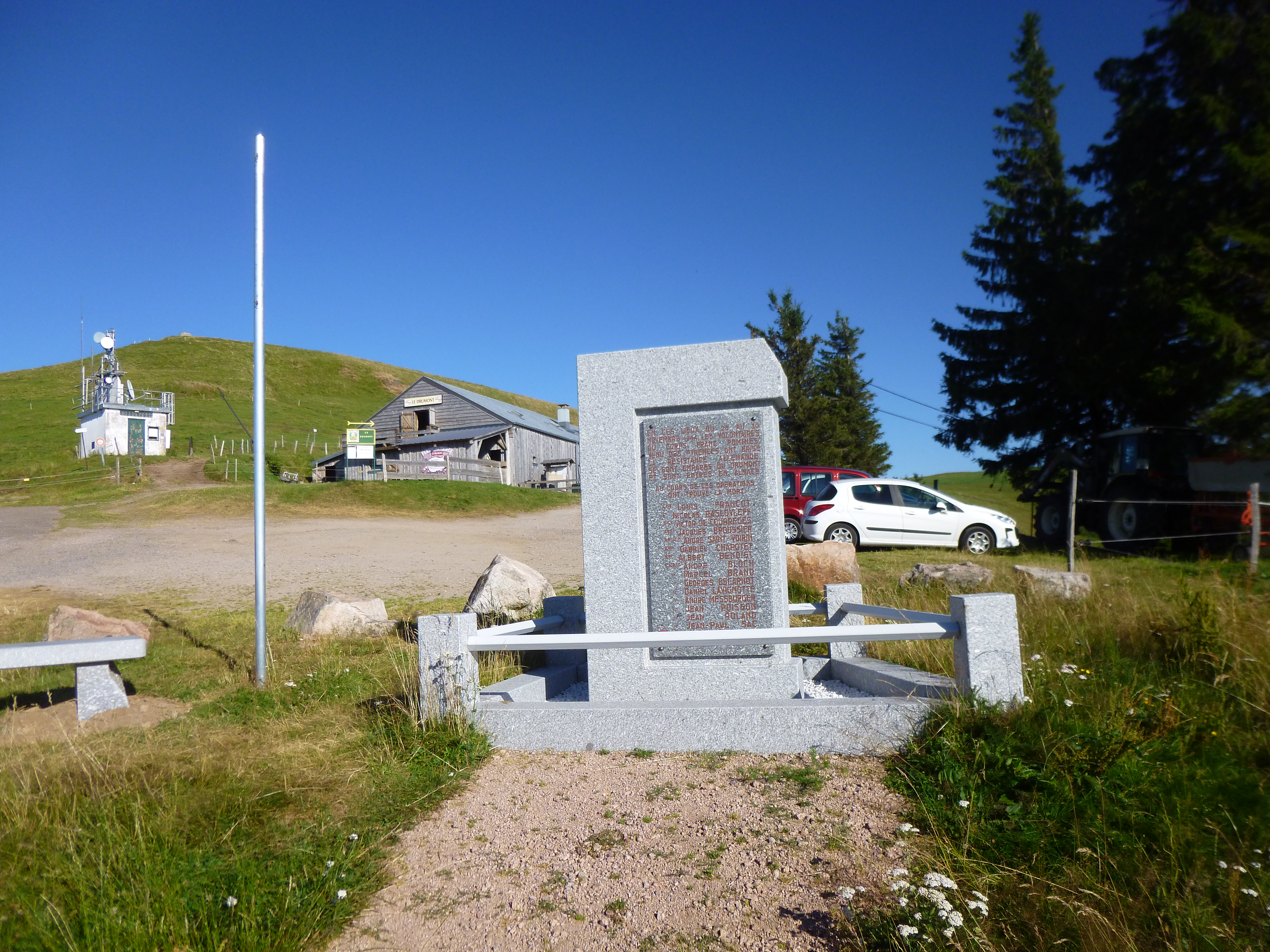
Monument en hommage aux soldats du corps franc Pommiès tués lors de la reprise du Drumont le 30 novembre 1944.
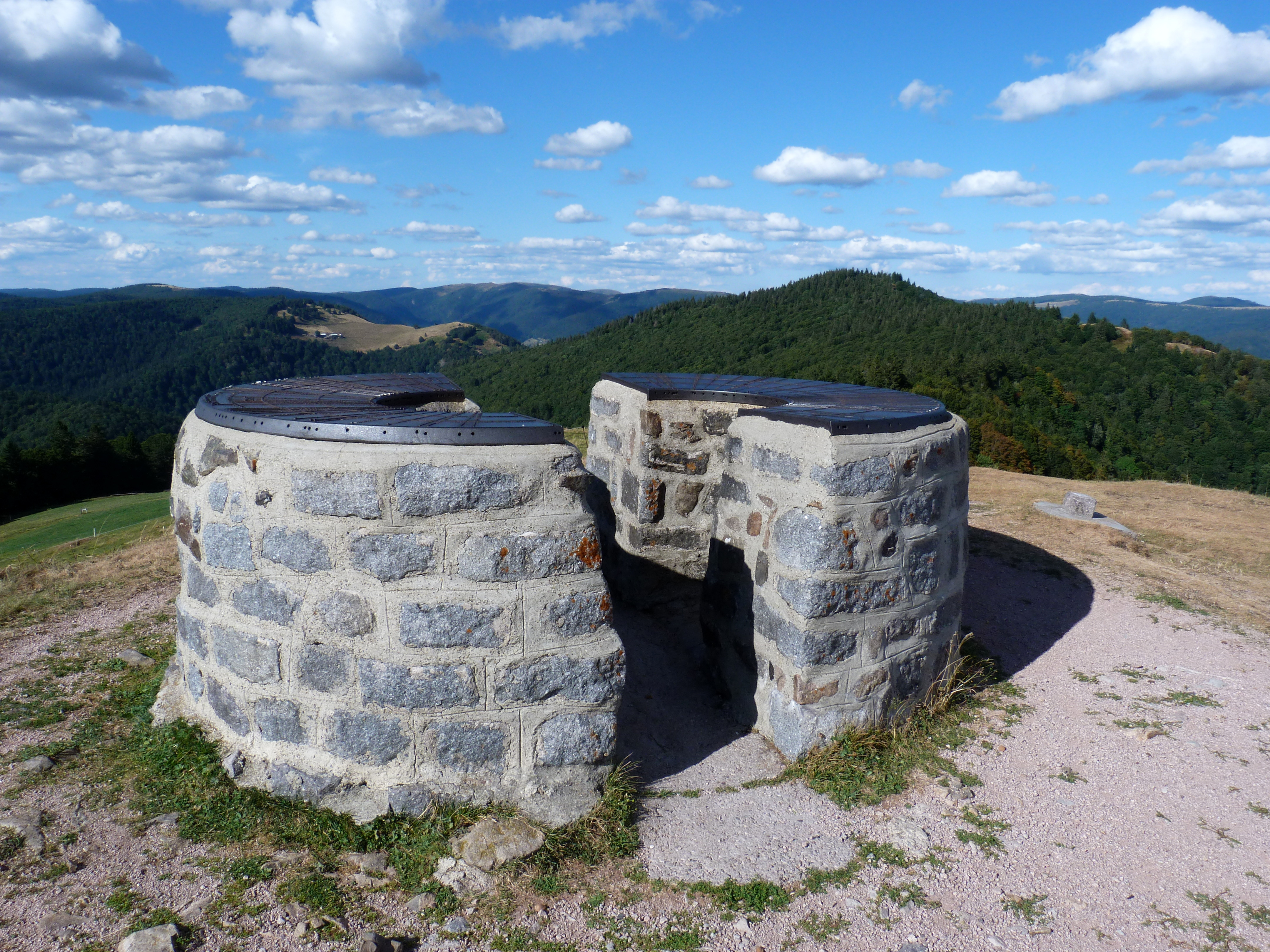
Table d’orientation du Drumont (1 200 m).
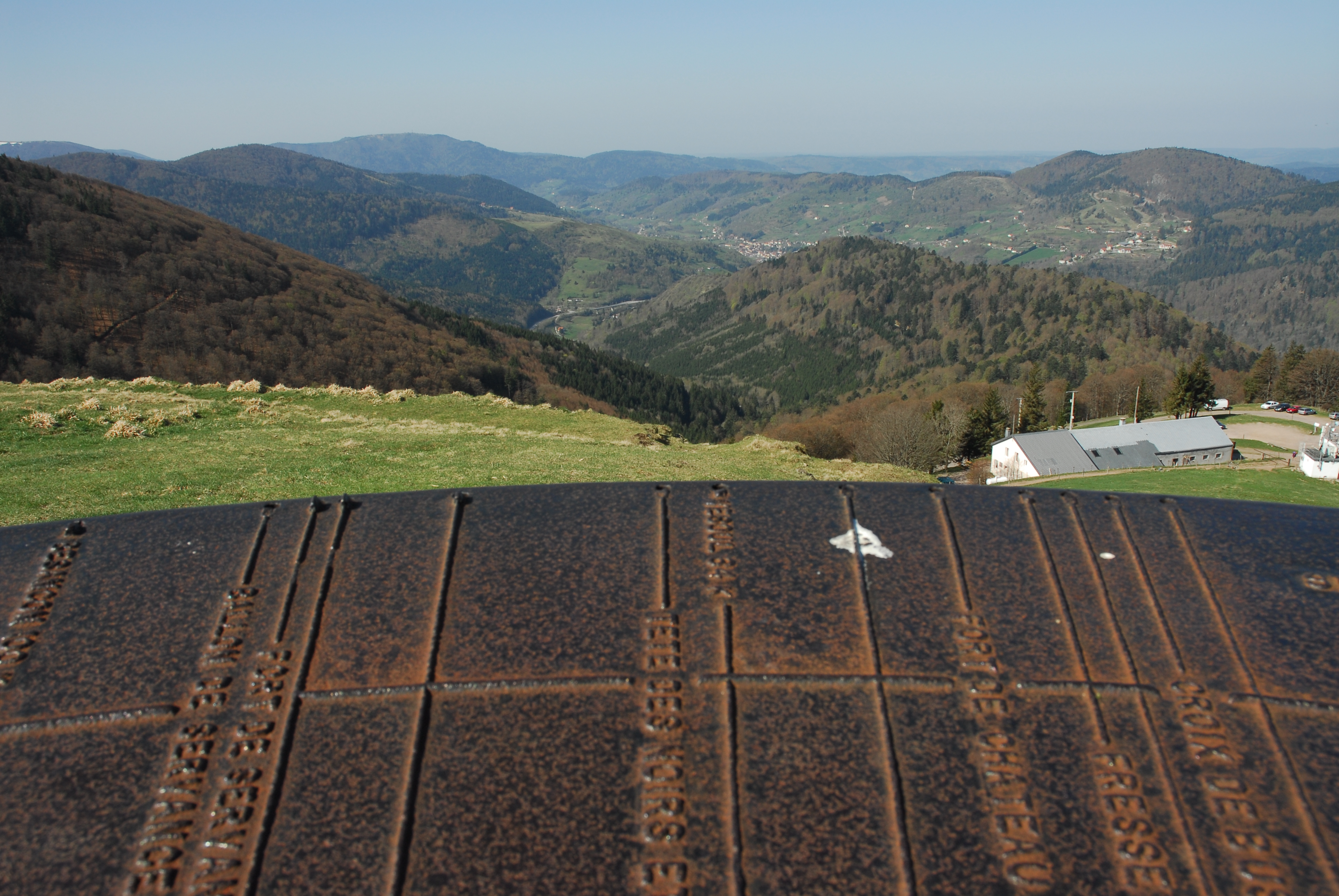
Plus bas la ferme-auberge du Drumont.